# Lago salado

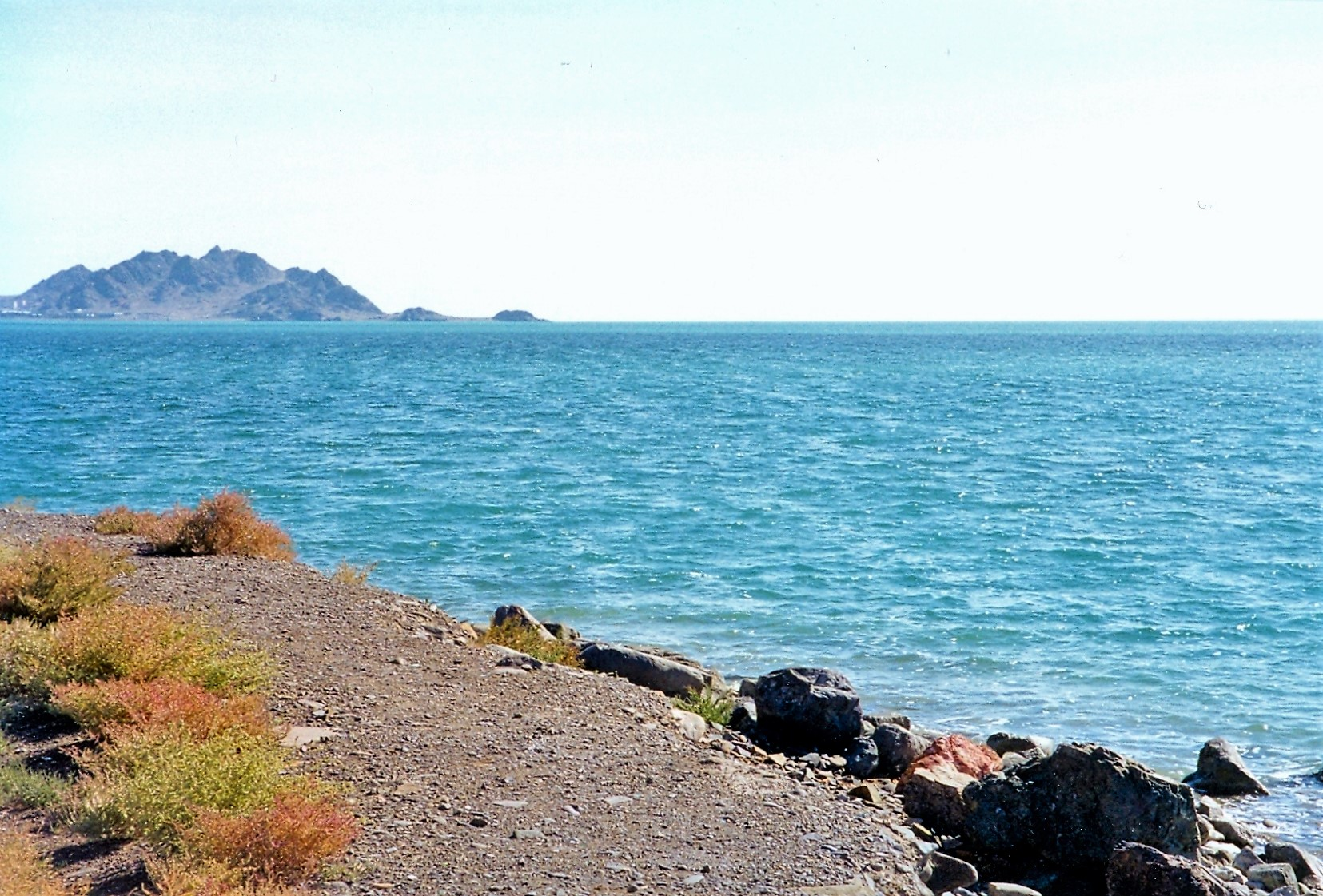
El mar Caspio, el mayor lago salado en el mundo.

Un lago salado o lago salino es un cuerpo aislado de agua que posee una concentración de sales (principalmente cloruro sódico) y otros minerales significativamente mayor que otros lagos (la condición de lago salino suele establecerse en 25 gramos de sal por litro). En algunos casos, los lagos salados pueden llegar a tener una concentración de sal superior al agua de mar.

## Características
Los lagos salados se forman cuando las aguas que fluyen hacia el lago, que contienen sales u otros minerales, no pueden abandonarlo debido a que el lago es una cuenca endorreica terminal. Al evaporarse, el agua deja detrás cualquier sal que hubiera permanecido disuelta, aumentando así su salinidad, razón por la que los lagos salados son lugares idóneos para la producción de sal. La alta salinidad condiciona asimismo la flora y la fauna del lago en cuestión; de hecho, en ocasiones el resultado puede llegar a ser la ausencia casi total o total de vida en dicho lago.
Si el aporte de agua que fluye hacia el lago es menor que la cantidad de agua evaporada, el lago puede llegar a desaparecer y dejar un llanura salada o salar, también llamada playa.
El hecho de que sus aguas sean salinas ha hecho que se les llame popularmente mares de una manera algo errada.

## Lagos destacados

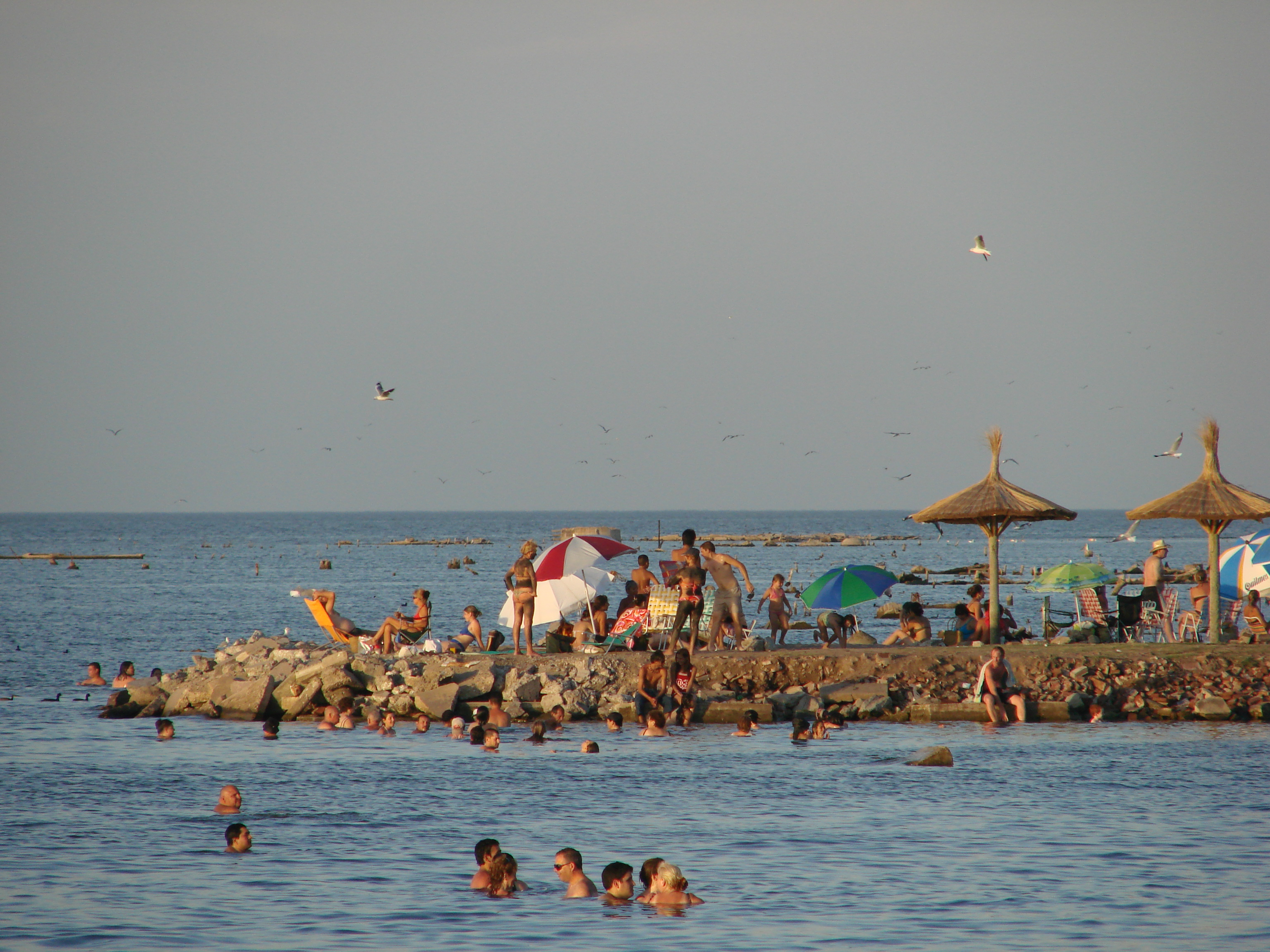
Mar Chiquita, en el centro de la Argentina, es el cuarto lago salado en tamaño del mundo, y el más grande de los hemisferios sur y occidental.

Por tamaño, los tres mayores lagos salados en el mundo son el mar Caspio, el mar de Aral y el lago Baljash. El mayor lago salado de los hemisferios sur y occidental es el mar Chiquita, el cuarto en tamaño del mundo tras los tres anteriores.
El lago salado con mayor altitud es el lago Meiriqie, a una altitud de 5354 m s. n. m. y una superficie de 64 km² (el  lago Namtso, habitualmente citado, es solo el más alto de los que superan los 500 km²), mientras que el lago de menor altitud es el mar Muerto, que es asimismo el punto más bajo de todas las tierras emergidas.
Desde el siglo VIII, la sal del lago Baskunchak de Rusia fue explotada y distribuida a través de la Ruta de la Seda. En la actualidad, la industria de la sal de este lago (que posee un 99,8 % de pureza de cloruro sódico) supone el 80 % de la producción total de sal de Rusia. Dependiendo de las necesidades, genera entre 1,5 y 5 millones de toneladas de sal cada año.
El Lago Enriquillo en República Dominicana se ubica en la Hoya de Enriquillo que es la mayor depresión del Caribe. Este lago de origen tectónico fue un antiguo canal marino que iba desde la bahía de Puerto Príncipe en Haití hasta la bahía de Neiba formando la actual cuenca endorreica drenando todas las escorrentías de la zona a este lago o al Lago Azuey. Este lago salado es el más grande del Caribe insular.